# Хейуорд, Луис
Луис Хейуорд (англ. Louis Hayward) имя при рождении Сифилд Грант (англ. Seafield Grant) (19 марта 1909 года — 21 февраля 1985 года) — британский, а затем американский киноактёр, более всего известный ролями 1930-40-х годов.
«Обходительный, красивый, часто весёлый главный герой фильмов 1930-40-х годов, Хейуорд начал карьеру в английском провинциальном театре». В середине 1930-х годов Хейуорд пришёл в Голливуд, где «быстро стал звездой второго уровня, продержавшись в этом статусе до середины 1950-х годов». «Галантность, обаяние и атлетическая красота сделали Хейуорда одним их самых успешных героев голливудских приключенческих экшнов 1930-40-х годов». «Его внешняя привлекательность дополнялась весёлой, беззаботной манерой речи, что хорошо подходило для ролей как героев, так и мошенников, „плутоватых красавцев“, „жуликоватых плейбоев“, а порой — учтивых, любезных негодяев».
«Хейуорд был весьма успешен в широком спектре фильмов; его лёгкий подход и циничные, остроумные речи отлично подходили для салонных комедий и романтических мелодрам, таких как „Пламя внутри“ (1935), „Женщина, которую я люблю“ (1937), „Ярость Парижа“ (1938) и „Танцуй, девушка, танцуй“ (1940), но чаще он играл в детективных и приключенческих фильмах». Наиболее удачными картинами Хейуорда стали приключенческие драмы «Человек в железной маске» (1939) и «Возвращение Монте-Кристо» (1946), криминальные драмы и фильмы нуар «Дамы на пенсии» (1941), «И не осталось никого» (1945), «Повторное исполнение» (1947), «Безжалостный» (1948) и «Дом у реки» (1950). Также он был весьма успешен как герой костюмированных приключенческих экшнов, по два раза сыграв роль графа Монте-Кристо и капитана Блада, и по разу — д’Артаньяна, капитана Сирокко и Дика Тёрпина.

## Ранние годы
Луис Хейуорд родился 19 марта 1909 года в Йоханнесбурге, Южная Африка. Незадолго до того его отец, горный инженер, погиб в результате несчастного случая. После рождения Хейуорда отправили в Европу, где он учился в нескольких школах во Франции и в Англии.
После прохождения стажировки в профессиональном театре, Хейуорд некоторое гастролировал с театральной труппой по английской провинции, а затем некоторое время управлял небольшим ночным клубом в Лондоне. В этот момент на него обратил внимание известный драматург Ноэл Кауард, ставший его покровителем. Кауард устроил для Хейуорда небольшую роль в спектакле «Дракула» в одном из театров Вест-энда. Вскоре «имеющий успех у женщин, красивый» Хейуорд стал играть главные роли в лондонских версиях нескольких бродвейских постановок.
В 1932 году Хейуорд начал кинокарьеру с британской мелодрамы «Самостоятельная леди» (1932), вслед за которой в 1933 году последовали ещё пять британских фильмов, среди них — романтическая комедия Майкла Пауэлла «Тест на любовь» (1935), где он сыграл главную мужскую роль.

## Начало голливудской карьеры (1935—1941)
В 1935 году Хейуорд переехал в Нью-Йорк, чтобы сыграть главную роль в бродвейском спектакле по пьесе Кауарда «Пойнт Валейн» (1935). Это был единственный спектакль актёра на Бродвее, который шёл непродолжительное время, выдержав 55 представлений, но он принёс Хейуорду голливудский контракт.
Свои первые американские роли в кино Хейуорд сыграл в 1935 году в мелодрамах Эдмунда Гулдинга «Пламя внутри» (1935) с Энн Хардинг, Гербертом Маршаллом и Морин О’Салливан и «Перо в её шляпе» (1935). Год спустя в авантюристической мелодраме «Проблема для двоих» (1936) по Роберту Льюису Стивенсону о приключениях принца Флоризеля с Робертом Монтгомери и Розалинд Рассел в главных ролях Хейуорд сыграл запоминающуюся роль одного из членов клуба самоубийц.
Ролью, которой Хейуорд обратил на себя внимание Голливуда, была роль отца главного героя в прологе фильма «Уорнер бразерс» режиссёра Мервина ЛеРоя «Энтони Эдверс» (1936). Хейуорд предстал в образе лихого офицера Дениса Мура, который ценой своей жизни пытается спасти свою возлюбленную и будущую мать Энтони Эдверса от маркиза Дона Луиса (его блестяще сыграл Клод Рейнс), за которого она была принудительно выдана замуж. «Снятый в туманном фокусе, чтобы увеличить неземной характер романтической истории двух влюблённых, пролог завершается предательским убийством Дениса на дуэли разъярённым маркизом, после чего беременная от Дениса Мария вынуждена вернуться к своему мужу». Фильм получил четыре Оскара и три номинации на Оскар, в том числе, как лучший фильм. «Для Хейуорда эта небольшая роль во многом определила его судьбу. Он стал романтическим исполнителем главных ролей, а также часто сорвиголовой и пиратом» и «был обречён на множество приключений со шпагой».
При этом до конца 1930-х годов «в некоторых картинах категории В Хейуорд имел немало возможностей разнообразить этот типаж». В частности, в мелодраме Анатоля Литвака времён Первой мировой войны «Женщина, которую я люблю» (1937) Хейуорд сыграл пилота французских ВВС, у которого начинается роман с женой его командира и друга (их играют Мириам Хопкинс и Пол Муни соответственно). Затем в романтической комедии Генри Костера «Ярость Парижа» (1938) с участием Даниель Дарьё и Дугласа Фэрбенкса-младшего о приключениях французской манекенщицы в Нью-Йорке Хейуорд предстал в образе красавца-миллионера, которого манекенщица решает женить на себе. В том же году он сыграл главную роль бывшего актёра, который оказывается замешанным в убийстве миллионера, в криминальной комедии Артура Любина «Полночное проникновение» (1938). Ещё одной картиной Хейуорда в 1938 году стала тюремная мелодрама Лью Лэндерса «Приговорённые женщины» (1938), где он сыграл роль тюремного психиатра, у которого начинается роман с одной из заключённых.
В 1938 году Хейуорд предстал на экране в образе Саймона Темплара по прозвищу Святой, «современного Робина Гуда», популярного героя романов британского писателя Лесли Чартериса, в детективе «Святой в Нью-Йорке» (1938), «который стал вершиной его карьеры в фильмах категории В». Это было первым воплощением Саймона Темплара на экране, после чего роль героя исполняли различные актёры, среди них Джордж Сэндерс, Жан Марэ и Роджер Мур. Хейуорду ещё лишь однажды удалось предстать в этом образе в фильме «Возвращение Святого» (1953).
В мелодраме «Герцог из Вест-пойнта» (1938) с участием Джоан Фонтейн он исполнил главную роль сына британского дипломата и выпускника Кембриджа, который поступает в элитную американскую военную школу Вест-Пойнт. Это был первый фильм Хейуорда для независимого продюсера Эдварда Смолла, который заключил с актёром контракт на три фильма в течение пяти лет. Вскоре Смолл снял Хейуорда в двойной роли в «Человеке в железной маске» (1939), а затем — в «Сыне Монте-Кристо» (1940). Стильная приключенческая мелодрама режиссёра Джеймса Уэйла «Человек в железной маске» (1939) по третьей книге мушкетёрской трилогии Александра Дюма-отца «Виконт де Бражелон», «дала Хейуорду возможность сыграть двойную роль злого короля Людовика XIV и его заточённого в замке доброго брата-близнеца, что он сделал с впечатляющим изяществом». Его партнёрами по фильму были Джоан Беннетт в роли принцессы Марии-Терезы и Уоррен Уильям в роли д’Артаньяна. Следующий фильм Эдварда Смолла, приключенческая мелодрама Роулэнда Ли «Сын Монте-Кристо» (1940) с Хейуордом в роли заглавного героя была «неудачной попыткой повторить успех сходных картин „Узник замка Зенда“ (1937) и „Знак Зорро“ (1940)». Хейуорд сыграл в этом фильме сына Эдмонда Дантеса, а его партнёршей вновь была Джоан Беннетт. Однако в целом «приключенческие экшны Хейуорда были не столь успешными, как аналогичные картины с участием Эррола Флинна».
В 1940 году Смолл выпустил мелодраму Чарльза Видора «Мой сын, мой сын!» (1940), в которой Хейуорд сыграл главную роль испорченного сына богатого писателя (Брайан Ахерн), который в кульминационный момент оказывается способным на благородство и жертвует своей жизнью. В том же году Хейуорд сыграл в мюзикле «Танцуй, девушка, танцуй» (1940) с участием Морин О’Хары и Люсиль Болл в качестве двух танцовщиц и подруг, которые влюблены в его персонажа. В 1941 году вышла достаточно удачная криминальная мелодрама Чарльза Видора «Дамы на пенсии» (1941), где Хейуорд сыграл роль подозрительного проходимца, который раскрывает убийство бывшей актрисы её гувернанткой, его партнёршами по фильму были Айда Лупино, Эвелин Кейс и Эльза Ланчестер.
В 1941 году Хейуорд исполнил важную роль в драме Орсона Уэллса «Великолепные Эмберсоны», но в итоге его роль была вырезана из фильма.
В декабре 1941 года Хейуорд получил американское гражданство.

## Служба в армии
«Вторая Мировая война принесла Хейуорду передышку от превратностей Голливуда», когда он был призван на фронт в качестве военного оператора в составе морской пехоты США, и вёл съёмку вторжения американских войск на удерживаемый японцами остров Тарава. Этот эпизод вошёл в документальный фильм «Вместе с морпехами на Тараве», который в 1944 году завоевал Оскар как лучший короткометражный документальный фильм. Хейуорду эта работа принесла Бронзовую звезду за храбрость под огнём.

## Продолжение голливудской карьеры (1945—1973)
«Преодолев послевоенный психологический стресс, Хейуорд вернулся в Голливуд». «Уже имея на своём счету несколько детективов», в 1945 году Хейуорд получил роль Филиппа Ломбарда, солдата удачи, который в итоге остаётся живым вместе с героиней Джун Дюпре, в детективе Рене Клера по знаменитому роману Агаты Кристи «И не осталось никого» (1945). Картина стала одной из самых удачных в карьере Хейуорда: она имела большой успех у публики и завоевала премию «Золотой леопард» на кинофестивале в Локарно. В 1946 году в мелодраме военного времени «Молодая вдова» (1946) Хейуорд в роли пилота бомбардировщика знакомится с молодой журналисткой, потерявшей на фронте мужа, которая пытается пережить трагедию и обрести новый смысл в жизни (Джейн Расселл в своей первой крупной роли).
В 1949 году Хейуорд одним из первых среди актёров стал заключать со студиями контракты, предусматривающие отчисление ему определённого процента от дохода, получаемого от проката в кинотеатрах и на телевидении фильмов с его участием. «Такой предусмотрительный поступок обеспечил ему безбедную жизнь даже в то время, когда он перестал получать значимые роли в кино».

### Роли в фильмах нуар (1946—1950)
В 1946—1948 годах Хейуорд сыграл в нескольких фильмах нуар, среди них «Странная женщина» (1946), «Повторное исполнение» (1947), «Безжалостный» (1948) и «Идти преступным путём» (1948). Действие исторического нуара Эдгара Ульмера «Странная женщина» (1946) происходит в Новой Англии в 1820-30-е годы. Хеди Ламарр играет роковую женщину, которая используя свои женские чары, сначала выходит замуж за самого богатого промышленника, затем соблазняет его сына (которого играет Хейуорд) и уговаривает его убить отца, а затем выгоняет его и выходит замуж за ещё более крупного бизнесмена (Джордж Сэндерс). Действие фильма нуар Альфреда Л. Веркера «Повторное исполнение» (1947) рассказывает о женщине (Джоан Лесли), которая в новогоднюю ночь убивает своего мужа (Хейуорд), но судьба предоставляет ей возможность прожить год ещё раз, чтобы исправить эту ошибку. Несмотря на все её старания избежать убийства мужа, он всё равно погибает в тот же самый день от руки её друга (Ричард Бейсхарт). В нуаровой драме Ульмера «Безжалостный» (1948) Хейуорд играет роль доброго и порядочного инженера и бизнесмена, друга детства главного персонажа (Закари Скотт), который с помощью серии аморальных и беспринципных поступков добивается высот власти в бизнесе и в обществе. Шпионский нуар Гордона Дугласа «Идти преступным путём» (1948) рассказывает о разоблачении шпионской сети на секретной ядерной лаборатории, которую осуществляют детектив Скотленд-Ярда (Хейуорд) и агент ФБР (Деннис О'Киф). Значимым событием для Хейуорда стало исполнение главной роли в костюмированном фильме нуар Фрица Ланга «Дом у реки» (1950). Он сыграл неудачливого писателя, который убивает служанку, которая отказала ему в близости, а затем уговаривает своего брата помочь ему избавиться от трупа. В итоге брат становится главным подозреваемым в убийстве, а книга героя Хейуорда с описанием событий убийства становится бестселлером.

### Роли в приключенческих драмах (1946—1952)
В этот же период Хейуорд сыграл серию романтических ролей в приключенческих экшнах, среди них фильм о Монте-Кристо, фильм по Роберту Льюису Стивенсону «Чёрная стрела» (1948) и пиратские картины про капитанов Блада и Сирокко. В 1946 году вышел второй фильм Эдварда Смолла с участием Хейуорда на тему Монте-Кристо — приключенческий экшн режиссёра Генри Левина «Возвращение Монте-Кристо» (1946). На этот раз Хейуорд сыграл внука Эдмонда Дантеса, который также как и его дед, оказывается в тюрьме по ложному обвинению, бежит из неё и затем расправляется со своими обидчиками, главного из которых сыграл Джордж Макреди. В 1948 году Хейуорд сыграл главную роль в приключенческой драме режиссёра Гордона Дугласа по роману Роберта Льюиса Стивенсона «Чёрная стрела» (1948), действие которой происходит в XV веке после окончания Войны алой и белой роз. Хейуорд играет возвращающегося домой ветерана войны Ричарда Шелтона, имение которого захватил преступным путём его дядя (Джордж Макреди). Герой вступает с ним в смертельную борьбу за своё имущество. Фильм был произведён совместно продюсерской компанией Эдварда Смолла и студией «Юнивёрсал».
В 1949 году он исполнил роль капитана пиратов Сирокко в картине Ульмера «Пираты Капри» (1949), после чего дважды сыграл капитана Блада в двух сиквелах — «Удачи капитана Блада» (1950) Гордона Дугласа и «Капитан-пират» (1952), «однако ни один из этих фильмов не принёс ему особого успеха». В приключенческой мелодраме «Леди и бандит» (1951) Хейуорд предстал в образе известного британского бандита XVIII века Дика Турпина, придав ему романтизированные и благородные черты. В сиквеле истории о докторе Джекилле и мистере Хайде «Сын доктора Джекилла» (1951) он сыграл как доктора Джекилла, так и его сына, который безуспешно пытается повторить опыт отца, чтобы доказать, что тот действовал из чисто научных соображений, но вынужден бороться с кознями против себя со стороны желающих завладеть его имуществом. В 1952 году Хейуорд сыграл опытного д’Артаньяна ещё в одном фильме о Железной маске, на этот раз «Леди в железной маске» (1952) с двумя королевскими сёстрами-близняшками (их играет Патрисия Медина).

### Роли в фильмах 1953—1970 годов
После 1952 года кинокарьера Хейуорда пошла на спад, в течение последующих семнадцати лет он сыграл лишь в восьми фильмах.
В 1953 году Хейуорд во второй раз исполнил роль частного детектива Саймона Темплара — Святого в детективе «Возвращение Святого» (1953). В тюремной драме «Даффи из Сент-Квентина» (1954) Хейуорд сыграл роль озлобленного невинно осуждённого. Даффи, начальник тюрьмы (Пол Келли), пытается отговорить его от участия в побеге, который готовит группа заключённых. В психологической драме «Поиск Брайди Мёрфи» (1956), которая основана реальных событиях, Хейуорд сыграл роль американского психиатра, которому его пациентка (Тереза Райт) под гипнозом поведала о своей предыдущей жизни под именем Брайди Мёрфи в Ирландии XIX века. Последним заметным фильмом Хейуорда стал вестерн Гордона Дугласа «Чака» (1967) с участием Рода Тейлора и Эрнеста Боргнайна. Свою последнюю работу в кино Хейуорд сыграл в фильме ужасов «Ужас в музее восковых фигур» (1970) вместе с такими звёздами 1940-50-х годов, как Рэй Милланд, Эльза Ланчестер и Джон Кэррадайн.

## Карьера на телевидении (1952—1974)
«Продолжая сниматься в кино, в 1952 году Хейуорд с энтузиазмом погрузился в работу на телевидении». Выкупив у писателя Луиса Джозефа Вэнса эксклюзивные права на несколько историй о частном сыщике по прозвищу Одинокий волк, в 1954—1955 годах Хейуорд стал продюсером и исполнителем главной роли в 39-недельном телесериале «Одинокий волк» (1954).
Он также сыграл главную роль инспектора лондонской полиции в британском телесериале «Преследователи» (1961—1962, 40 эпизодов), а позднее — в трёх эпизодах американской мыльной оперы Гарольда Роббинса «Выжившие» (1969) с Ланой Тёрнер в главной роли.
Хейуорд также играл разовые роли в телесериалах «Кульминация» (1955), «Театр О.Генри» (1957), «Час Альфреда Хичкока» (1962), «Сыромятная плеть» (1964), «Правосудие Бёрка» (1965) и других
«В середине 1970-х годов он попрощался с актёрской профессией», сыграв свою последнюю роль он сыграл в телесериале «Волшебник» (1974).

## Личная жизнь
В 1938 году Хейуорд женился на кинозвезде и режиссёре Айде Лупино. Они развелись после его возвращения с фронта в 1945 году.
Со второй женой он прожил с 1946 по 1950 год, а с третьей — с 1953 года вплоть до своей смерти в 1985 году. В третьем браке у Хейуорда родился сын Дэна, который умер в 2007 году.

## Смерть
Луис Хейуорд умер 21 февраля 1985 года в своём доме в Палм-Спрингс от рака лёгких в возрасте 75 лет.

## Фильмография
- 1932 — Самостоятельная леди / Self Made Lady — Пол Дженест
- 1933 — Жизнь в Челси / Chelsea Life — Дэвид Феннер
- 1933 — Соррел и сын / Sorrell and Son — Данкан
- 1933 — Тринадцатая свеча / The Thirteenth Candle — Пол Мэрриотт
- 1933 — Я буду с тобой / I’ll Stick to You — Ронни Мэтьюз
- 1935 — Пламя внутри / The Flame Within — Джек Керри
- 1935 — Тест на любовь / The Love Test — Джон Грегг
- 1935 — Перо в её шляпе / A Feather in Her Hat — Ричард Орланд
- 1936 — Абсолютная тишина / Absolute Quiet — Грегори Бенгард
- 1936 — Проблема для двоих / Trouble for Two — Молодой человек с кремовыми пирожными
- 1936 — Энтони Эдверс / Anthony Adverse — Денис Мур
- 1936 — Самая счастливая девушка на свете / The Luckiest Girl in the World — Энтони МакКлеллан
- 1937 — Женщина, которую я люблю / The Woman I Love — лейтенант Жан Орбийон
- 1938 — Полночное проникновение / Midnight Intruder — Барри Гилберт, выдающий себя за Джона Кларка Рейтера-младшего
- 1938 — Приговорённые женщины / Condemned Women — доктор Филипп Данкан
- 1938 — Святой в Нью-Йорке / The Saint in New York — Саймон Темплар, он же Святой
- 1938 — Гнев Парижа / The Rage of Paris — Билл, Данкан
- 1938 — Герцог Вест-Пойнта / The Duke of West Point — Стивен Эрли
- 1939 — Человек в железной маске / The Man in the Iron Mask — Людовик XIV / Филипп Гасконский
- 1940 — Мой сын, мой сын! / My Son, My Son! — Оливер Эссекс
- 1940 — Танцуй, девочка, танцуй / Dance, Girl, Dance — Джеймс «Джимми» Харрис младший
- 1940 — Сын Монте-Кристо / The Son of Monte Cristo — Эдмон Дантес младший
- 1941 — Дамы на пенсии / Ladies in Retirement — Альберт Фэзер
- 1945 — И не осталось никого / And Then There Were None — Филипп Ломбард
- 1946 — Молодая вдова / Young Widow — лейтенант Джим Камерон
- 1946 — Странная женщина / The Strange Woman — Эфраим Постер
- 1946 — Возвращение Монте-Кристо / The Return of Monte Cristo — Эдмон Дантес
- 1947 — Повторное исполнение / Repeat Performance — Барни Пейдж
- 1948 — Чёрная стрела / The Black Arrow — сэр Ричард Шелтон
- 1948 — Безжалостный / Ruthless — Вик Лэмбдин
- 1948 — Идти преступным путём / Walk a Crooked Mile — Филип «Скотти» Грэйсон
- 1949 — Пираты острова Капри / I pirati di Capri — граф ди Амальфи, он же капитан Сирокко
- 1950 — Дом у реки / House by the River — Стивен Бирн
- 1950 — Капитан Блад / Fortunes of Captain Blood — капитан Питер Блад
- 1951 — Леди и бандит / The Lady and the Bandit — Дик Тёрпин
- 1951 — Сын доктора Джекилла / The Son of Dr. Jekyll — доктор Джэкилл / мистер Хайд
- 1952 — Леди в железной маске / Lady in the Iron Mask — Д’Артаньян
- 1952 — Капитан-пират / Captain Pirate — капитан Питер Блад
- 1952 — Телевизионный театр «Форда» / The Ford Television Theatre (телесериал, 1 эпизод)
- 1953 — Королевские африканские ружья / The Royal African Rifles — Денэм
- 1953 — Возвращение Святого / The Saint’s Return — Саймон Темплар, или Святой
- 1954 — Даффи из Сент-Квентина / Duffy of San Quentin — Эдвард «Ромео» Харпер
- 1955 — Кульминация / Climax! (телесериал, 1 эпизод)
- 1954—1955 — Одинокий волк / The Lone Wolf (телесериал, 39 эпизодов) — Майкл Лэнйард
- 1955 — Утренний театр / Matinee Theatre (телесериал, 1 эпизод)
- 1955 — Видеотеатр «Люкс» / Lux Video Theatre (телесериал, 1 эпизод)
- 1955 — «Ридерс дайджест» на телевидении / TV Reader’s Digest (телесериал, 1 эпизод)
- 1956 — Поиск Брайди Мёрфи / The Search for Bridey Murphy — Мори Бернстайн
- 1957 — Театр О.Генри / The O. Henry Playhouse (телесериал, 1 эпизод)
- 1958 — Разбойник / The Highwayman (телефильм) — Джеймс МакДональд
- 1958 — Решение / Decision (телесериал, 1 эпизод)
- 1958 — Первая студия / Studio One (телесериал, 1 эпизод)
- 1958 — Театр звезд «Шлитц» / Schlitz Playhouse of Stars (телесериал, 1 эпизод)
- 1959 — Речная лодка / Riverboat (телесериал, 1 эпизод)
- 1961 — Золотая витрина / Golden Showcase (телесериал, 1 эпизод)
- 1961—1962 — Преследователи / The Pursuers (телесериал, 40 эпизодов) — детектив, инспектор Джон Боллинджер
- 1962 — Час Альфреда Хичкока / The Alfred Hitchcock Hour (телесериал, 1 эпизод)
- 1962 — Час детектива «Крафт» / Kraft Mystery Theater (телесериал, 1 эпизод)
- 1964 — Сыромятная плеть / Rawhide (телесериал, 1 эпизод)
- 1965 — Правосудие Бёрка / Burke’s Law (телесериал, 1 эпизод)
- 1967 — Чака / Chuka — майор Бенсон
- 1967 — Дитя Рождества / The Christmas Kid — Майк Каллигэн
- 1969 — Выжившие / The Survivors (телесериал, 3 эпизода)
- 1970 — Ночная галерея / Night Gallery (телесериал, 1 эпизод)
- 1970 — Финкс / The Phynx — Луис Хейуорд
- 1971 — Последний среди охотников за властью / The Last of the Powerseekers (телефильм) — Джонатан Карлайл
- 1973 — Ужас в музее восковых фигур / Terror in the Wax Museum — Тим Фаули
- 1974 — Волшебник / The Magician (телесериал, 1 эпизод)